# Romain Quirot
Romain Quirot és un guionista, director de cinema i novel·lista francès, nascut el 7 d'octubre de 1985.

## Biografia
Després d'estudiar ciències criminals, va començar la seva carrera dirigint vídeos musicals abans de dirigir publicitat a França i als Estats Units.
El 2012, va fer un documental sobre rap alternatiu francès Un jour peut-être, une autre histoire du rap français.
Va guanyar el Gran Premi del Jurat al 4t Nikon Film Festival el 2013 amb el curtmetratge Un vague souvenir. També forma part del jurat d'aquest festival presidit pel director Alexandre Astier l'any 2023.
L'any 2014 va guanyar l'Audi Talent Award de Curtmetratge, on va presentar Le Dernier Voyage de l'énigmatique Paul W.R. (2015), una pel·lícula de ciència-ficció poc convencional i poètica. La pel·lícula ha guanyat premis en més de cinquanta festivals i es troba entre els 50 finalistes dels Premis Oscar de 2016.
El 2017, va publicar el primer volum de la saga Gary Cook publicat per Nathan, coescrit amb Antoine Jaunin. El segon volum, La Voix des étoiles, es va publicar l'any següent. La crítica destaca l'originalitat de l'univers, el ritme i l'escriptura molt cinematogràfica.
En 2018, Romain Quirot va dirigir Sans réseau, un documental emès a France 2. Rodat com un llargmetratge, aquest documental d'OVNIs submergeix l'espectador en una atmosfera estranya, poblada de personatges pertorbadors.
El 2019 va rodar el seu primer llargmetratge L'últim dia a la Terra, adaptació del curtmetratge Le Dernier Voyage de l'énigmatique Paul W.R.. Es va anunciar que Hugo Becker, Jean Reno i Philippe Katerine formarien part del repartiment. Presentada a diversos festivals el 2020, la pel·lícula no s'estrenarà als cinemes fins al 2021 a causa de la pandèmia de Covid-19. L'ambició d'aquest projecte de ciència-ficció, rodat amb un pressupost reduït, va permetre que el director es fes notar. La pel·lícula va ser nominada al premi a la millor pel·lícula i va guanyar el premi Méliès a la millor pel·lícula al LIII Festival Internacional de Cinema Fantàstic de Catalunya.
El 2023, Romain Quirot signarà una pel·lícula francesa de superherois "Etincelle" per a Futuroscope. El projecte, que combina animació i acció en directe, ha estat elogiat per la premsa.
El mateix any, es va estrenar el seu segon llargmetratge, Apaches. Una pel·lícula sobre les bandes que van regnar el terror a París l'any 1900.

## Filmografia

### Curtmetratges
- 2011 : Juste avant l'aube
- 2013 : Un vague souvenir
- 2015 : Le Dernier Voyage de l'énigmatique Paul W.R.

### Documentals
- 2012 : Un jour peut-être, une autre histoire du rap français
- 2018 : Sans réseau

### Llargmetratges
- 2020 : L'últim dia a la Terra
- 2023 : Apaches

### Publicitat
- 2021 : Les nouvelles consignes de sécurité[15]pour Air France

## Publicaions
- 2017 : Gary Cook, tome 1 : Le Pont des oubliés.
- 2018 : Gary Cook, tome 2 : La Voix des étoiles.

## Distincions
- Nikon Film Festival 2013 : gran premi del jurat
- Audi Talent Award 2014 : llorejat